# Municipio Lerma
Koordinaten: 19° 17′ N, 99° 31′ W
Lerma ist ein Municipio im mexikanischen Bundesstaat México. Es gehört zur Zona Metropolitana del Valle de Toluca, der Metropolregion um Toluca de Lerdo, der Hauptstadt des Bundesstaates. Das Municipio hatte beim Zensus 2010 134.799 Einwohner, seine Fläche beläuft sich auf 211,9 km².
Verwaltungssitz und größter der etwa 70 Orte des Municipios ist Lerma de Villada, weitere größere Orte sind Santa María Atarasquillo, San Pedro Tultepec, San Miguel Ameyalco und San Mateo Atarasquillo.

## Geographie
Das Municipio Lerma liegt im westlichen Teil des Bundesstaates México, zwischen Toluca de Lerdo und Mexiko-Stadt auf einer Höhe von 2640 m bis 3150 m.
Ein Großteil des Municipios ist landwirtschaftlich geprägt, 18 % der Fläche werden von Wäldern eingenommen.
Das Municipio Lerma grenzt an die Municipios Xonacatlán, Naucalpan de Juárez, Huixquilucan, Ocoyoacac, Capulhuac, San Mateo Atenco, Toluca und Otzolotepec.